# Stroboskopblitz
Als Stroboskopblitz oder Serienblitz bezeichnet man in der Fotografie ein spezielles Stroboskop, welches kurze Lichtblitze in sehr rascher Folge aussendet.
Durch die stroboskopische Fotografie ist es möglich, beispielsweise die einzelnen Phasen einer schnellen Bewegung in einer einzigen Aufnahme zu vereinen. Nicht zwingend notwendig, aber empfehlenswert ist ein schwarzer Hintergrund, da sich die Einzelbilder hier besonders gut kombinieren lassen.
Computerblitzgeräte mit Stroboskop-Funktion arbeiten im Mehrblitz-Modus meist mit stark verringerter Leistung, d. h. verkürzter Leuchtdauer.
Die geeignete Mindest-Verschlusszeit berechnet man nach der Formel:
Verschlusszeit = Blitzzahl : Frequenz
Beispiel: Für vier Blitze mit einer Blitzfrequenz von 5 Hz gilt also 4 : 5 = 0,8 Sekunden, man stellt also an der Kamera eine Belichtungszeit von einer Sekunde ein.